# Almenara Alta
Almenara Alta és un poble agregat a Agramunt, a la comarca de l'Urgell.
En el seu terme hi ha el Pilar d'Almenara. Es tracta d'una torre rodona dels segles xi i xii, de 14 m d'alçada, que feia funcions de defensa i de vigilància molt semblant a les torres defensives cristianes de la zona de muntanya lleidatana. Té els seus paral·lels en les torres de Verdú i de Guimerà per vigilar les incursions sarraïnes. Des de la torre s'albira una magnífica panoràmica de la plana d'Urgell. Prop de la torre hi ha les ruïnes de l'ermita romànica de Sant Vicenç.
La festa major se celebra el primer cap de setmana d'agost.
A mitjans del segle xix es va integrar al municipi d'Agramunt.

## Almenarencs destacats
- Josep Jover i Sarroca
- Carles Josep Melcior (1785-1868) músic i escriptor.